# Iorgos Karangunis
Iorgos Karangunis (en grec: Γιώργος Καραγκούνης) (Pirgos, 6 de març de 1977) és un exfutbolista grec. L'estiu del 2014, després de disputar el Mundial de Brasil va anunciar la seua retirada. El seu últim equip va ser el Fulham FC. Karangunis destacava sobretot, per l'excel·lència dels seus xuts amb la cama dreta.
És el jugador grec que ha estat més vegades internacional amb la seua selecció, 139 partits. En el moment de la seua retirada era el desè jugador europeu amb més internacionalitats. Amb la selecció grega va guanyar l'Eurocopa 2004, a més de disputar les Eurocopes del 2008 i del 2012 i els mundials del 2010 i del 2014. També va ser el capità de la selecció de futbol de Grècia en aquests mundials i en l'Eurocopa 2012.

## Trajectòria

### Panathinaikos
Karangunis era un jugador que podia jugar en qualsevol posició del centre del camp. Es va formar al Panathinaikos, club en què va destacar des de les categories inferiors. Va passar a l'Apollon Smyrnis, on va debutar professionalment, en aquest equip va jugar 55 partits, abans de tornar al Panathinaikos.
Durant les cinc temporades a l'equip grec, Karangunis no va guanyar cap Campionat de Lliga. A nivell europeu, cal destacar la classificació per a quarts de final de la Lliga de Campions 2001/02.

### Inter de Milà
Després de finalitzar el seu contracte amb el Panathinaikos, Karangunis va fitxar per l'Inter de Milà. Durant la seua primera temporada amb l'Inter, va jugar regularment a la lliga i sobretot en els partits de copa. La temporada va finalitzar amb una quarta posició. Aquell estiu, el del 2004, el jugador va ser seleccionat per jugar la reeixida Eurocopa del 2004, on Grècia s'acabaria proclamant campiona, tot i que Karangunis no jugaria la final per sanció. Després d'aquest èxit el jugador va tornar a Itàlia amb majors expectatives, però les seues aparicions continuaven sent esporàdiques. Aquella temporada, l'Inter va guanyar la Copa d'Itàlia de futbol contra l'AS Roma, on el jugador grec, tampoc va jugar la final per compromisos internacionals amb la seua selecció.

### SL Benfica
L'estiu del 2005, després de jugar, tan sols, 21 partits a la Serie A en dues temporades, el jugador va marxar en busca de minuts al Benfica portuguès. El jugador va signar un contracte per tres anys.
Després de jugar dos anys a Portugal, amb una notable presència en l'equip, el jugador va decidir tornar al seu equip, on s'havia format, al Panathinaikos.

### Retorn al Panathinaikos
D'aquesta manera, l'estiu del 2007 va signar un contracte de tres anys amb el Panathinaikos. En aquesta segona etapa al futbol grec, Karangunis va guanyar la lliga grega 2009-10 i la copa grega 2009-10. El 2009, va renovar el seu contracte amb l'equip grec fins al 2012. Durant la roda de premsa va declarar:Acabaré la carrera al Panathinaikos, l'equip on va començar tot per a mi. Estic encantat. Tres anys després, però, i amb la carta de llibertat sota el braç, el jugador emprendria la seua darrera experiència, aquest cop a la Premier League.

### Fulham FC
L'estiu del 2012, el jugador va arribar al Fulham anglès, on jugaria dos temporades abans de retirar-se.